# Hodinový strojek aneb Příběh na jedno natažení
Hodinový strojek aneb Příběh na jedno natažení (anglicky Clockwork or All Wound Up) je příběh od anglického autora Philipa Pullmana. Děj je rozdělen na úvodní předmluvu a tři hlavní části. Kniha byla poprvé vydaná v roce 1996 a v českém vydání poprvé v roce 2006. Kniha vypráví vzájemně propletený příběh hodinářského učně Karla, hostinské dcery Gretl a spisovatele Fritze.

## Děj
Příběh je rozdělen na tři části, které se vzájemně prolínají. Jedná se o příběh o hodinářově učni Karlovi, který má za úkol sestrojit figurku do slavného Glockenheimského orloje, aby složil závěrečnou zkoušku. Další důležitou postavou je Fritz, který každý den v hospodě U bílého koně vypráví své vymyšlené strašidelné příběhy. Jednoho dne začne vyprávět příběh o nešťastné příhodě v jednom království a doktoru Kalmeniovi. Vyprávěný příběh se však stane reálným, tudíž se odehrávají dvě paralelně se odehrávající reality, které nakonec splynou v jednu. Potíž je v tom, že Fritz příběh nedokončil a nikdo neví, jak dopadne. Doktor Kalmenius nabídne učňovi Karlovi pomoc při sestrojení figurky a ten přijme. V průběhu zjistí, že by chtěl slávu a moc a skončí velmi špatně. Naopak Gretl, dcera hospodského, přijde na to, jak darovat své srdce a sama si je ponechat. Nakonec vše dobře dopadne.

## Postavy
- Pan Ringellmann – mistr a učitel učně Karla
- Karl – hodinářův učeň, pesimista a sobec
- Fritz – píše a vypráví příběhy, věčný optimista a srab
- Gretl – dcera hospodského, milá, hodná, rozdala by se pro druhé
- Princ Otto – hodný a obětavý
- Princezna Mariposa – hodná a milá
- Princ Florian – dítě prince a princezny, je sestrojen doktorem Kalmeniem
- Doktor Kalmenius – génius, který dokázal vyrobit velmi složité mechanismy

## Přijetí knihy
Kniha se u čtenářů setkala s velmi dobrými ohlasy. Velký úspěch získala jak u dospělých, tak u dětí, které zaujala svým poutavým a napínavým dějem. Dále je kniha zmiňována jako velmi poučná literatura a z pohledu čtenářů je cílem této knihy varovat před překotnou industrializací a mechanizací, která by mohla zasáhnout společnost.
Jean Webb text nazývá „pohádkou pro postmoderní časy“. Tvrdí, že nejde jen o jednoduchý příběh s ponaučením a kritikou moderní západní společnosti a kapitalismu, nýbrž o složitý postmoderní text, který neustále upozorňuje na svou vlastní strukturu a narativní povahu, čímž se podobá například románu Když jedné zimní noci cestující od Itala Calvina. Pomocí metafory hodinového stroje je čtenář směřován k tomu, aby si sám sestavil příčinnou souslednost událostí, kdy banální skutečnost vede k zásadním následkům – kupříkladu Karlovi se stane osudným, že se poleká kocoura Pucifouse, který je přitom zdánlivě obyčejnou součástí popisovaného prostředí od začátku vyprávění. Kniha je napsána značně ironickým stylem, ale současně klade zásadní otázky o podstatě reality a jejím vztahu k fikci.